# Кевин Джонас
Пол Кевин Джонас Втори, познат още като Кевин Джонас или К2, е известен американски певец и актьор, роден на 5 ноември 1987. Участва в популярната група Jonas Brothers заедно с братята си, Джо и Ник Джонас. През 2008 се появява в списъка с най-сексапилните живи мъже.

## Кариера

### Музикална кариера
Кевин започва кариерата си като музикант заради брат си. През 2005 г. новият президент на „Columbia Records“ Стийв Грийнберг прослушва записите на Ник и, въпреки че не харесва албума му, харесва гласа му. След като чува и песента „Please be Mine“, която е написана и изпълнена изцяло от тримата братя, той и звукозаписната му компания решават да подпишат с братята като триото, първоначално наречено „Sons of Jonas“ и по-късно превърнало се в Jonas Brothers.
До 2009 групата издава четири албума – It's About Time, Jonas Brothers, A Little Bit Longer и Lines, Vines and Trying Times, и Кевин участва във всеки от тях с изпълнения на китара, пиано, йоника и беквокали. Известно е, че той е самоук китарист, научил се да свири през една седмица, когато бил болен и отсъствал от училище.

### Участия в предавания и филми
През 2008 Кевин и братята му участват като гости в епизод на сериала Хана Монтана. Епизодът чупи всички рекорди и става най-гледаният епизод на сериал с 10,7 милиона души, гледали го при първото му излъчване.
Тримата братя участват и в [оригиналните филми на Канал Дисни, Кемп Рок и продължението му, Кемп Рок 2: Последният концерт, като групата „Кънект Три“. Кевин изпълнява ролята на Джейсън, китарист на групата.
Кратките серии на Канал Дисни, наречени Джонас Брадърс: Изживей мечтата, са излъчени за пръв път на 16 май 2008. Те документират живота на братята по време на турнето им Look Me in the Eyes Tour. Друг сериал, основан на идеята за трима братя музиканти, е Jonas L.A., чиято премиера е на 2 май 2009 г., а вторият сезон започва на 20 юни 2010 г.
Кевин гостува в няколко други телевизионни предавания. В четвъртия епизод на първия сезон на Когато бях на 17 той разказва за спомените си от времето, когато е бил на 17. На 13 декември 2011 г. участва като водещ на На живо с Кели и по този начин става вторият Джонас, получил тази чест. Второто му участие там е на 4 юли 2012 г.
На 19 август 2012 г. започва излъчването на риалити шоуто, продуцирано от телевизия Е!, „Женена за един Джонас“ (Married to Jonas). То проследява семейния живот на Кевин и съпругата му Даниел, както и съвместната работа на тримата братя по новия им албум.
| Филми       | Филми                                                   | Филми                    | Филми                                                               |
| Година      | Филм                                                    | Роля                     | Забележка                                                           |
| ----------- | ------------------------------------------------------- | ------------------------ | ------------------------------------------------------------------- |
| 2008        | Хана Монтана и Майли Сайръс: Най-добрият от двата свята | себе си                  | 3D концерт филм                                                     |
| 2008        | Кемп Рок                                                | Джейсън                  | за излъчване по телевизията                                         |
| 2009        | Джонас Брадърс: 3D концертът                            | себе си                  | 3D концерт филм                                                     |
| 2009        | Група в автобус                                         | себе си                  | Документално DVD                                                    |
| 2009        | Нощ в музея 2                                           | херувим                  | филмова продукция                                                   |
| 2010        | Кемп Рок 2: Последният концерт                          | Джейсън                  | тв филм                                                             |
| Телевизия   |                                                         |                          |                                                                     |
| Година      | Заглавие                                                | Роля                     | Забележка                                                           |
| 2008        | Джонас Брадърс: Изживей мечтата                         | себе си                  | документален сериал в кратки серии                                  |
| 2009 – 2010 | Jonas L.A.                                              | Кевин Лукас              | сериал                                                              |
| 2012        | Женена за един Джонас                                   | себе си                  | документално риалити                                                |
| Гостувания  |                                                         |                          |                                                                     |
| Година      | Заглавие                                                | Роля                     | Забележка                                                           |
| 2007        | Хана Монтана                                            | себе си                  | „Me and Mr. Jonas and Mr. Jonas and Mr. Jonas“ (сезон 2, епизод 16) |
| 2008        | Игрите на Канал Дисни 2008                              | себе си                  | Трети ежегодни игри                                                 |
| 2008        | Studio DC: Почти жив                                    | себе си                  | Второ предаване                                                     |
| 2008        | Extreme Makeover: Home Edition                          | себе си                  | „Семейство Акър“ (сезон 6, епизод 2)                                |
| 2008        | Новата 2008 година на Канал Дисни                       | себе си                  | Специално новогодишно предаване на Disney Channel                   |
| 2009        | Събота вечер на живо                                    | себе си                  | епизодът от 14 февруари 2009                                        |
| 2012        | Minute To Win It                                        | себе си                  | Печели $250 000 за благотворителната си дейност                     |
| 2012        | Extreme Makeover: Home Edition                          | себе си                  | сезон 7, епизод 17                                                  |
| 2012        | Когато бях на 17                                        | себе си                  | документално предаване                                              |
| 2011        | Награди за видео игри Spike                             | себе си                  | Церемония по раздаване на награди на телевизия Spike                |
| 2011        | На живо с Кели                                          | гостуващ водещ – себе си |                                                                     |
| 2012        | На живо с Кели                                          | гостуващ водещ – себе си |                                                                     |

## Личен живот
Кевин е син на Денис, бивша учителка на жестомимичен език и певица, и на Пол Кевин Джонас Старши, автор на текстове на песни, музикант и бивш евангелистки пастор.
На 1 юли 2009 той се сгодява за дългогодишната си приятелка Даниел Делеса, бивша фризьорка, с която са се запознали на ваканция със семействата си на Бахамските острови през 2009. За да обявят годежа на Кевин и Даниел, родителите на Джонас публикуват следното съобщение на официалния сайт на братята, във фен сайтове, както и към членовете на бандата:
| „ | Сърцата ни са изпълнени с радост и сме щастливи да споделим с вас, че синът ни Кевин поиска ръката на приятелката си Даниел. Нейният отговор е „да“ и ние се чувстваме невероятно благословени, че тя ще се присъедини към семейството ни. Двамата още не са избрали дата. Надяваме се, че сме отгледали Кевин така, че той да бъде прекрасен мъж и съпруг. Моля, присъединете се към празненството на семейството и поздравленията. Благодарим за подкрепата. | “ |

За 21-вия си рожден ден той получава като подарък Ферари, а самия празник празнува със семейството си и близки приятели, за разлика от много на неговата възраст.
На 19 декември 2009 Кевин се жени за годеницата си в замъка Охека. Ник и Джо са шафери.